# Стефан (Романовський)
Архієпископ Стефан (Симон Романовський; 1 (12) липня 1777  — 4 (16) грудня 1841) — український релігійний діяч часів Російської імперії. Ректор Подільської духовної семінарії. В Україні був єпископом Волинським та Житомирським (1813 —1828) 
Єпископ Російської православної церкви (безпатріаршої), архієпископ Астраханський та Кавказький РПЦ (1841), єпископ Вологодський та Великоустюжський РПЦ (1828–1841). 

## Життєпис
Народився на території Речі Посполитої. Син греко-католицького протоієрея містечка Чечельник Подільської губернії. Початкову освіту отримав вдома.
1791  — поступив до Київської духовної академії на Гетьманщині. По закінченню стає вчителем у Подільській духовній семінарії, організованій після окупації Речі Посполитої.
21 листопада 1801  — пострижений в чернецтво, продовжуючи вчителювати, а потім став префектом тієї ж семінарії.
25 березня 1809  — зведений в сан архімандрита і у тому ж році призначений ректором Подільської семінарії.
14 вересня 1813  — хіротонія в єпископа Волинського та Житомирського.
1821  — після пожежі Острозького монастиря, єпископ Стефан обрав Ганнопіль своїм місцеперебуванням і переніс туди духовну православну семінарію.

### Еміграція до Московщини
24 листопада 1828  — єпископ Вологодський та Великоустюжський.
1 березня 1841 — архієпископ Астраханський та Кавказький.
До Астрахані прибув 10 липня того ж року хворим, вже не міг займатися єпархіальними справами.
Помер в ніч на 4 грудня 1841. Похований у нижньому Успенському соборі Астрахані.